# イナバヒタキ

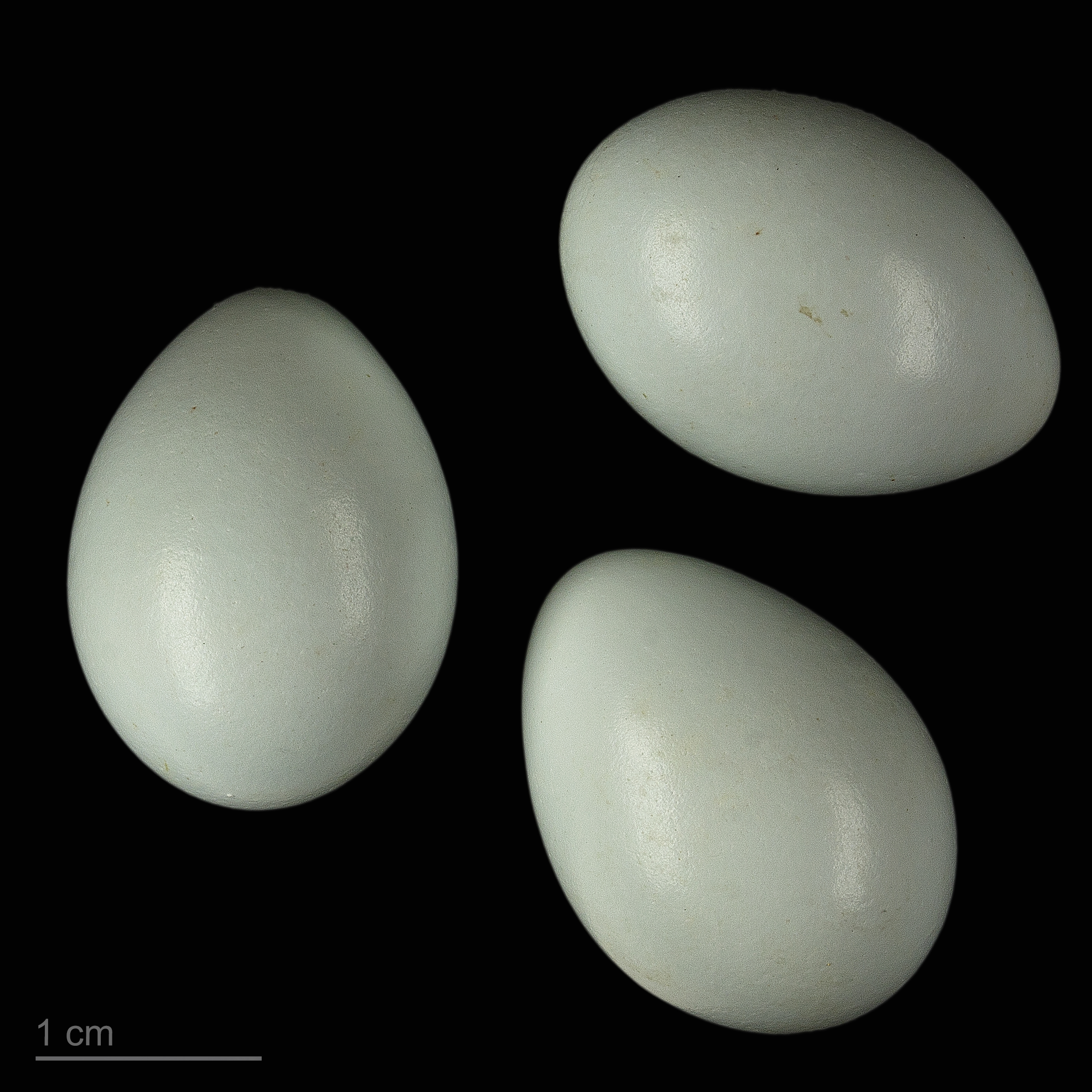
Oenanthe isabellina

イナバヒタキ（因幡鶲、学名: Oenanthe isabellina ）は、ヒタキ科に分類される鳥類の一種。サバクヒタキの仲間である。

## 分布
中央アジアからトルコ方面で繁殖し、冬はアラビア半島やエチオピア、ソマリアから西アフリカの砂漠地帯に渡り越冬する。
日本では迷鳥で、長い間鳥取県で観察された1例しか記録がなかった（これが和名の由来である）。その後調査が進むにつれて、各地で観察例が報告されるようになった。観察されるのは、単独が多い。

## 形態
全長17cm。日本で観察されたサバクヒタキの仲間では最大の種類である。
額から背中、肩羽が灰褐色で、喉から腹にかけての体の下面は白っぽい。白い眉斑があることが本種の特徴となっている。

## 生態
日本では、埋立地や河原などで観察されている。生息地では、乾燥した草原やサバンナで見られる。地上を素早く走ることもある。